# マレー・シドマン
マレー・シドマン（Murray Sidman、1923年4月29日 – 2019年5月18日）は、アメリカ合衆国の行動分析学者。シングルサブジェクトデザイン、回避行動、嫌悪制御、刺激制御、エラーレス学習、プログラム学習、刺激等価性など、行動科学における多くの分野において貢献を果たした。行動分析学を心理学の一分野から独立した学問領域として確立するうえで中心的な役割を果たし、多くの後進を育てたことでも知られる。

## 経歴
1923年4月29日生まれ。マサチューセッツ州ボストンの高校に通い、1940年に卒業した。その後、1943年から1946年までの3年間、軍務に就いた。軍務終了後、ニューヨークのコロンビア大学で学び、1947年に学士号を取得。その後、1949年にコロンビア大学大学院で修士号、1952年に博士号を取得した。シドマンに影響を与えた教員として、フレッド・S・ケラーとW・N・ショーンフェルドがいる。
ウォルター・リード陸軍研究所神経精神医学部門、マサチューセッツ総合病院神経学部門、E.K.シュライバーセンターなど、複数の研究機関で研究活動を行った。
教育者としても、コロンビア大学、バージニア大学医学部、ネバダ大学、ジョンズ・ホプキンス大学医学部、ハーバード大学医学部、ノースイースタン大学などで教鞭をとった。1984年にノースイースタン大学の心理学教授を退官後も、2002年までニューイングランド児童センター（NECC）のシニア・リサーチ・アソシエイトとして研究活動を続けた。
2019年5月18日、フロリダ州サラソータにて死亡した。享年96歳。

## 主な業績

### 実験的方法論
1960年出版の著書『科学的研究の戦術（Tactics of Scientific Research）』は、スキナー派の研究方法論において金字塔とされる。仮説検証型の実験から脱却し、個々の行動と環境との関係を系統的に分析する方法を提示。信頼性や一般化可能性を統計的手法に依存するのではなく、行動の実験的制御と再現性に求める姿勢を貫いた。

### 回避行動と嫌悪制御
「シドマン型回避」として知られる自由オペラント回避行動（free-operant avoidance）の手法を開発。1953年の論文で、従来の手法の限界を指摘し、連続的で感度の高い測定法として新たな技術を導入した。その後、1989年の著書『強制とその影響（Coercion and Its Fallout）』では、嫌悪制御の社会的弊害を論じ、罰ではなく強化による支援を訴えた。

### 刺激制御
脳損傷を持つ人々を対象に、刺激制御の成立過程とその障害に関する研究を行った。刺激には複数の属性が存在し、どの属性が行動を制御しているかを見極める必要があると主張。ラリー・ストッダード、バーバラ・レイ、ウィリアム・V・デュブ、ウィリアム・J・マクイルベインらとともに、刺激性制御トポグラフィーの概念を発展させた。

### 刺激等価性
1971年、刺激等価性（stimulus equivalence）を示す行動の出現を初めて実証した。シドマンの初期研究から2019年の逝去までの約50年間にわたり、この分野は継続的に発展し、数百本に及ぶ研究論文が発表される活発な研究領域となった。
初期の研究では、知的障害のある少年が印刷された単語を読んだり理解したりすることはできなかったが、音声語と絵のマッチングや絵の命名は可能であった。彼に音声語と印刷語とのマッチングを教えたところ、教えていない刺激関係である「印刷語と絵のマッチング（読解）」および「印刷語の音読」が自然に成立し、等価クラスの形成が確認された。この成果は、単一被験者デザインによる実証研究として高く評価され、その後の多くの追試により再現されている。
さらに、限られた数の刺激関係を教示するだけで、新たな関係性や命名行動が自発的に出現する効率的な学習の特徴が確認され、これはEBI（Equivalence-Based Instruction）として体系化された。EBIは、自閉スペクトラム症の児童から大学生に至るまで、幅広い学習者に対して象徴的なレパートリーを教える教育手法として、特別支援教育などの応用分野に広がっている。1994年には、これらの研究成果をまとめた著書『Equivalence Relations and Behavior: A Research Story』を刊行し、刺激等価性に関する研究とその応用的意義を体系的に紹介した。

## 著書
- Coercion and Its Fallout (Revised Edition)
- Tactics of Scientific Research: Evaluating Experimental Data in Psychology
- Equivalence Relations and Behavior: A Research Story